# 室の木古墳
室の木古墳（むろのきこふん）または室ノ木古墳は、神奈川県横浜市磯子区久木町にかつて存在した古墳時代後期（6世紀末～7世紀前半）の古墳。1933年（昭和8年）に破壊されたが、その際の緊急調査で馬具や人物埴輪などが出土した。

## 概要
東京湾に面した堀割川および禅馬川（暗渠化）右岸の、海抜3～4メートルの沖積地（低湿地）に築造された古墳である。
塚の存在は大正時代から知られていたが、1933年（昭和8年）に所在地の土地が旧大蔵省から民間に払い下げられて宅地化工事が行われ、墳丘が崩された際に横穴式石室（「石槨」とする資料もある）が露出し、考古学者の石野瑛（いしのあきら、武相中学校・高等学校創立者）が現地調査を行った。
調査当時は直径13メートル、高さ2.4メートルと推定されたが、本来はより大きく、径30メートルの円墳と見られている。埋葬施設は凝灰岩切石を組んだ横穴式石室で、床面にはカキの貝殻が敷き詰められ、被葬者が安置されていたという。
副葬品として、須恵器の高坏・平瓶、土師器の高坏のほか、鉄地金銅張りの杏葉（ぎょうよう）・辻金具（つじかなぐ）・飾り金具などの金属製馬具、直刀片および刀装具、人物埴輪の頭部が出土した。遺物の年代観から古墳の築造年代は6世紀末～7世紀前半と考えられている。また遺物は現在東京国立博物館に所蔵されている。